# Thanapong Boontab
Thanapong Boontab (thailändisch ธนพงษ์ บุญทับ, * 24. August 1995 in Lop Buri) ist ein thailändischer Fußballspieler.

## Karriere
Thanapong Boontab stand bis Mitte 2017 beim BGC FC, der Reservemannschaft des Erstligisten Bangkok Glass, unter Vertrag. Da der Verein für ein Jahr gesperrt wurde, wechselte er im Juni 2017 zum Chiangmai FC. Der Verein aus Chiangmai spielte in der zweiten Liga des Landes, der Thai League 2. 2018 belegte er mit dem Club den dritten Tabellenplatz und stieg in die erste Liga auf. Nach dem Aufstieg verließ er Chiangmai und schloss sich dem Zweitligisten Ayutthaya United FC aus Ayutthaya an. 2019 absolvierte er 19 Zweitligaspiele, 2020 bestritt er drei Spiele. Im Juli 2020 wechselte er zum Ligakonkurrenten Kasetsart FC nach Bangkok. Nach der Hinrunde 2021/22 unterschrieb er im Dezember 2021 einen Vertrag beim Erstligisten Suphanburi FC.  Am Ende der Saison 2021/22 belegte er mit dem Verein aus Suphanburi den 16. Tabellenplatz und musste somit in die zweite Liga absteigen. Für Suphanburi stand er zehnmal in der ersten Liga auf dem Spielfeld. Nach dem Abstieg verließ er den Verein und schloss sich dem Erstligisten Nakhon Ratchasima FC an. Für den Verein aus Nakhon Ratchasima bestritt er ein Erstligaspiel. Nach der Hinrunde 2022/23 wechselte er im Dezember 2022 zum Zweitligisten Phrae United FC. Für den Verein aus Phrae bestritt er elf Zweitligaspiele. Nach der Saison wechselte er im August 2023 zum ebenfalls in der zweiten Liga spielenden Kasetsart FC. Hier bestritt er ein Ligaspiele. Ende Dezember 2023 wurde sein Vertrag bei dem Hauptstadtverein nicht verlängert. Im Januar 2024 nahm ihn der ebenfalls in der zweiten Liga spielende Pattaya United FC unter Vertrag. Am Ende der Saison 2024/25 belegte er mit Pattaya den 16. Tabellenplatz und musste somit in die dritte Liga absteigen.